# Marc Gual
Marc Gual (Badalona, 1996. március 13. –) spanyol korosztályos válogatott labdarúgó, a lengyel Jagiellonia Białystok csatárja kölcsönben az ukrán Dnyipro-1 csapatától.

## Pályafutása

### Klubcsapatokban
Gual a spanyolországi Badalona városában született. Az ifjúsági pályafutását a Badalona és a Barcelona csapatában kezdte, majd 2013-ban az Espanyol akadémiájánál folytatta.
2015-ben mutatkozott be a Espanyol tartalékcsapatában. 2016-ban a Sevilla B-hez igazolt. 2018 és 2020 között a Real Zaragoza, a Girona és a Real Madrid B csapatainál szerepelt kölcsönben. 2020-ban a másodosztályú Alcorcón szerződtette. Először a 2020. szeptember 13-ai, Mirandés ellen 0–0-ás döntetlennel zárult mérkőzésen lépett pályára. Első gólját 2020. november 20-án, a Lugo ellen 1–0-ra megnyert találkozón szerezte meg. 2022 januárjában az ukrán Dnyipro-1 csapatához csatlakozott. 2022. március 23-án egyéves kölcsönszerződést kötött a lengyel első osztályban szereplő Jagiellonia Białystok együttesével. 2022. április 3-án, a Zagłębie Lubin ellen hazai pályán 2–1-re megnyert bajnokin debütált és egyben meg is szerezte első gólját a klub színeiben. A 2022–23-as szezonban 31 mérkőzésen elért 16 góljával megszerezte az Ekstraklasa gólkirályi címét.

### A válogatottban
2017-ben három mérkőzés erejéig tagja volt a spanyol U21-es válogatottnak.

## Statisztikák
2023. május 27. szerint
| Klub                               | Szezon   | Osztály          | Bajnokság | Bajnokság | Kupa és Ligakupa | Kupa és Ligakupa | Nemzetközi | Nemzetközi | Összesen | Összesen |
| Klub                               | Szezon   | Osztály          | Meccs     | Gól       | Meccs            | Gól              | Meccs      | Gól        | Meccs    | Gól      |
| ---------------------------------- | -------- | ---------------- | --------- | --------- | ---------------- | ---------------- | ---------- | ---------- | -------- | -------- |
| Real Zaragoza (kölcsönben)         | 2018–19  | Segunda División | 29        | 6         | 0                | 0                | —          | —          | 29       | 6        |
| Girona (kölcsönben)                | 2019–20  | Segunda División | 19        | 4         | 3                | 2                | —          | —          | 22       | 6        |
| Alcorcón                           | 2020–21  | Segunda División | 36        | 5         | 1                | 0                | —          | —          | 37       | 5        |
| Alcorcón                           | 2021–22  | Segunda División | 14        | 1         | 0                | 0                | —          | —          | 14       | 1        |
| Alcorcón                           | Összesen | Összesen         | 50        | 6         | 1                | 0                | 0          | 0          | 51       | 6        |
| Jagiellonia Białystok (kölcsönben) | 2021–22  | Ekstraklasa      | 7         | 3         | 0                | 0                | —          | —          | 7        | 3        |
| Jagiellonia Białystok (kölcsönben) | 2022–23  | Ekstraklasa      | 31        | 16        | 2                | 0                | —          | —          | 33       | 16       |
| Jagiellonia Białystok (kölcsönben) | Összesen | Összesen         | 38        | 19        | 2                | 0                | 0          | 0          | 40       | 19       |
| Összesen                           | Összesen | Összesen         | 136       | 35        | 6                | 2                | 0          | 0          | 142      | 37       |

## Sikerei, díjai
Egyéni
- A lengyel első osztály gólkirálya: 2022–23 (16 góllal)